# Feliciano Lana
Feliciano Pimentel Lana ou Sibé, foi um artista plástico, líder indígena e escritor brasileiro da etnia desana. Sua obra, que retrata a mitologia dos desanos, foi exposta em vários países.

## Biografia
Desano por parte do pai, Manuel Lana, e tukano por parte da mãe, Paulina Pimentel Lana, Feliciano Lana nasceu em 1937 na aldeia São João Batista, às margens do Rio Tiquié, Distrito de Pari-Cachoeira, no estado do  Amazonas.

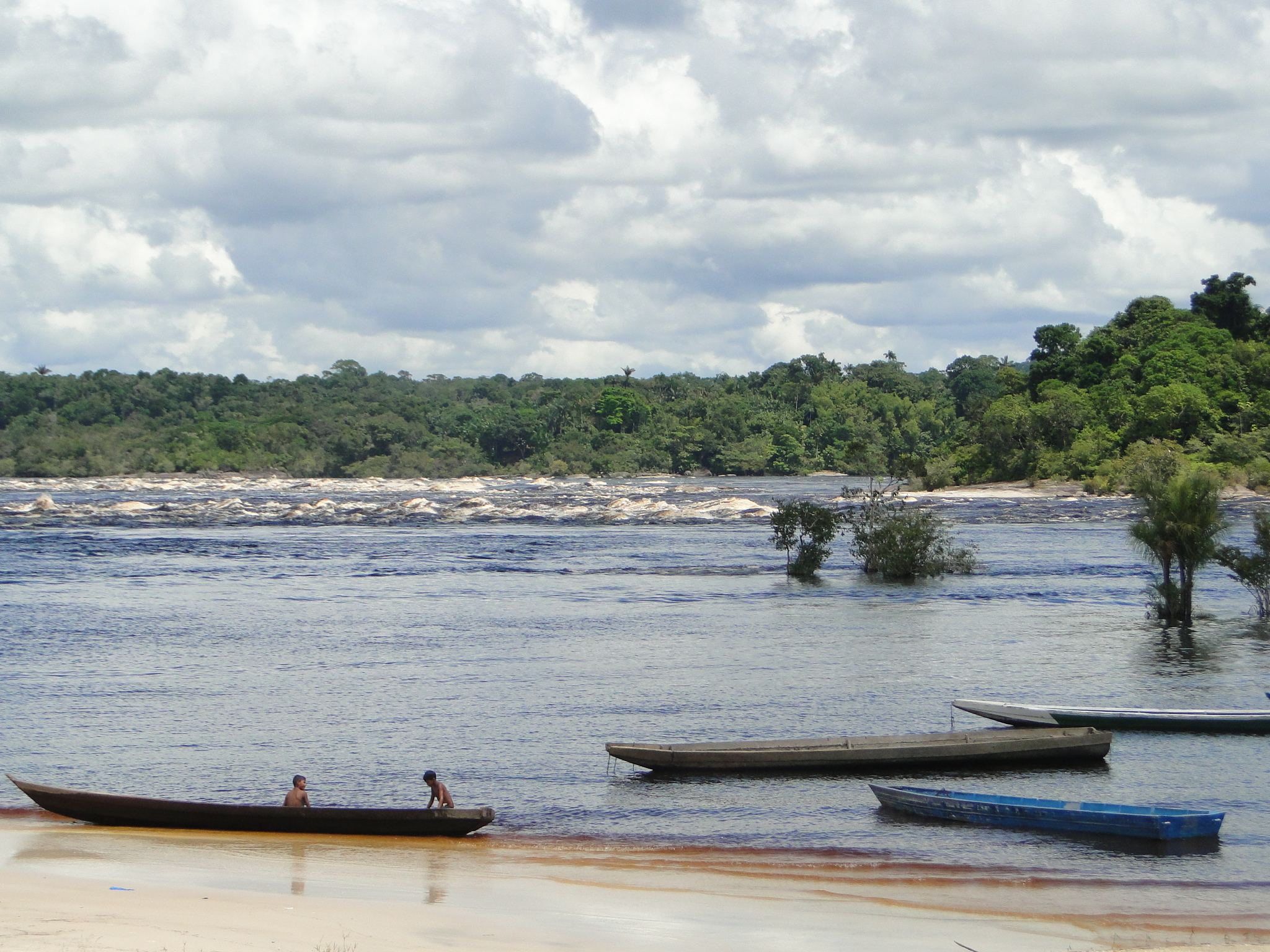
Prainha em São Gabriel da Cachoeira, região do Alto Rio Negro

Lana trabalhou como mecânico, oleiro, pedreiro, agricultor e seringueiro, chegando a morar na Colômbia, onde exerceu as funções de tratorista e assistente de telegrafista. Em 1960, retornou para a aldeia São João Batista, onde casou-se com Joaquina Machado. Depois de novo afastamento em busca de seringais, retornou para cuidar da família e retomou os estudos. Por volta de 1965, começou a pintar com guache e aquarela, e a desenhar usando nanquim. Seu grande incentivador foi o padre Casimiro Béksta (1924-2015), um dos maiores pesquisadores sobre a cosmologia dos indígenas da região.
Na década de 1970, a obra de Lana foi apresentada ao escritor Márcio Souza, que inspirou-se nas narrativas desanas para conjuntamente com Aldísio Filgueiras, criar o libreto da ópera "Dessana, Dessana" (música composta pelo maestro Adelson Santos). Os desenhos de Feliciano Lana ganharam assim destaque internacional, tendo sido expostos em Manaus, Rio de Janeiro, no Museu de Etnologia de Frankfurt, Alemanha, na Espanha e na Itália. Em Manaus, o Museu da Amazônia (MUSA) possui uma exposição permanente da obra de Feliciano Lana, denominada "Peixe-Gente".
Feliciano Lana morreu no início da pandemia de COVID-19 em 2020, com sintomas atribuídos à moléstia, embora não tenha sido testado para a mesma.

## Obra

### Literatura
- A Origem da Noite & Como as Mulheres Roubaram as Flautas Sagradas (2009). Edição bilíngue: português e desana.